# Gertrud Maltz-Schwarzfischer
Gertrud Maltz-Schwarzfischer (* 22. August 1960 in Münchberg) ist eine deutsche Kommunalpolitikerin (SPD) und seit dem 1. Mai 2020 Oberbürgermeisterin der Stadt Regensburg. Bereits seit dem 27. Januar 2017 führte sie bis zu ihrem Amtsantritt kommissarisch die Stadtverwaltung als Vertreterin des vorläufig suspendierten Oberbürgermeisters Joachim Wolbergs.

## Leben

### Jugend, Ausbildung und beruflicher Werdegang
Maltz-Schwarzfischer wurde im August 1960 als Tochter der evangelischen Pfarrersfamilie Maltz im oberfränkischen Münchberg geboren. Ihre Kindheit verbrachte sie bis 1970 in Selb. Seitdem lebt sie in Regensburg und absolvierte dort auch ihre Schulbildung am Von-Müller-Gymnasium. Anschließend nahm sie ein Studium der Vor- und Frühgeschichte sowie der klassischen Archäologie an der Universität Regensburg auf, das sie mit dem Magister artium abschloss.
Beruflich war sie bei verschiedenen Museums- und Denkmalpflege-Projekten sowie bei Firmen für archäologische Ausgrabungen beschäftigt. Zudem war sie als freiberufliche Archäologin tätig.

### Politische Karriere
Maltz-Schwarzfischer ist seit dem Jahr 1995 Mitglied der SPD. Dort hat sie verschiedene Parteiämter inne. Neben ihrer Vorstandsschaft im Regensburger Ortsverein innerer Westen war sie Unterbezirksvorsitzende der Arbeitsgemeinschaft sozialdemokratischer Frauen und fungierte als deren stellvertretende Landesvorsitzende. Sie ist Mitglied des Bezirksvorstands der SPD Oberpfalz.
Nach wenigen Jahren wurde sie in den Regensburger Stadtrat gewählt, in dem sie als stellvertretende Fraktionsvorsitzende und Sprecherin der Fraktion im Sozialausschuss amtierte. Ferner war sie Mitglied des Planungsausschusses, des Schulausschusses und des Kulturausschusses. Sie gehörte dem Verwaltungsrat des Regensburger Stadttheaters und dem Aufsichtsrat der Regensburger Tourismus GmbH an.
Am 8. Mai 2014 wurde Maltz-Schwarzfischer zur zweiten Bürgermeisterin der Stadt Regensburg gewählt. Ihrem Direktorium unterstanden die Ämter für Soziales, Jugend und Familie, Senioren, das Jobcenter der Stadt Regensburg und die Regensburg Seniorenstift gGmbH.
Seit dem 27. Januar 2017 führte sie zunächst interimsmäßig, dann jedoch längerfristig die Regensburger Stadtverwaltung an Stelle des Oberbürgermeisters Joachim Wolbergs, der von der Wahrnehmung seiner Aufgaben vorläufig suspendiert worden war. Im April 2017 wurde sie zusätzlich zur Aufsichtsratsvorsitzenden der Regensburger Energie- und Wasserversorgung gewählt.
Im Mai 2019 wurde sie vom SPD-Stadtverband einstimmig als Kandidatin für das Amt als Regensburger Oberbürgermeisterin bei den Kommunalwahlen 2020 nominiert. Im ersten Wahlgang erhielt sie am 15. März 2020 22,15 % der gültig abgegebenen Stimmen. Am 29. März 2020 fand die Stichwahl gegen Astrid Freudenstein (CSU, 29,48 %) statt. In dieser Stichwahl erreichte Maltz-Schwarzfischer 50,74 Prozent der gültig abgegebenen Stimmen und wurde damit zur Oberbürgermeisterin ab 1. Mai 2020 gewählt.
Bei der Oberbürgermeisterwahl 2026 tritt Maltz-Schwarzfischer nicht erneut an.
Maltz-Schwarzfischer ist Mitglied des Hauptausschusses des Deutschen Städtetages und seit 2022 gewähltes Mitglied des Präsidiums des Städtetages.

## Privates
Sie ist mit einem Rechtsanwalt verheiratet und Mutter zweier Kinder.
Ehrenamtlich engagiert sich Maltz-Schwarzfischer bei pro familia, wo sie Mitglied des Vorstands war, als Vizepräsidentin des Freien TuS Regensburg und als Mitglied zahlreicher Regensburger Vereine, insbesondere Kultur-, Frauen- und Umweltschutzvereinen.